# Cilandak (Cibatu)
Cilandak is een bestuurslaag in het regentschap Purwakarta van de provincie West-Java, Indonesië. Cilandak telt 4360 inwoners (volkstelling 2010).